# Tarsius dentatus
Il tarsio di Dian (Tarsius dentatus Miller & Hollister, 1921) è un primate aplorrino della famiglia dei Tarsidi.
La specie fu classificata come a sé stante nel 1921 da Miller ed Hollister, per scorporo da T. spectrum: nel 1997, Shekelle  et al., in base alle analogie fra le due specie, suggerirono la possibilità che la specie Tarsius dianae fosse in realtà un sinonimo di T. dentatus. Le due specie furono accomunate sotto il nome di Tarsius dentatus, ma dovrebbero essere svolte ulteriori analisi per determinare se effettivamente si tratti dello stesso animale o di sottospecie differenti. 

## Distribuzione
Questo animale è endemico nella parte centro-settentrionale dell'isola di Sulawesi, in Indonesia: in particolare la maggior parte degli individui si concentra nella Riserva naturale di Morowali e nel Parco nazionale di Lore Lindu.

Predilige le aree di foresta pluviale primaria e secondaria attorno ai 1000 m d'altezza: in particolare, le aree di foresta pluviale secondaria poste fra i 500 ed i 1000 metri sembrano essere quelle a maggiore densità di popolazione di questo animale.

## Descrizione

### Dimensioni
Misura una trentina di centimetri di lunghezza, di cui circa tre quarti sono occupati dalla lunga coda, per un peso che si aggira attorno ai 100 g.

### Aspetto
Il mantello è vellutato e grigiastro: sulla punta della coda (per il resto glabra) è presente un ciuffo di peli neri. La specie è distinguibile dalle altre per la presenza di una fitta peluria biancastra che ricopre il labbro superiore e la parte centrale di quello inferiore, a mo' di pizzetto. Rispetto a T. tarsier, manca di sfumature brune su spalle e ginocchia ed ha le parti nude di colore più chiaro: inoltre, possiede un cerchio di pelo nero attorno agli occhi più largo, e le orecchie sono più corte e larghe rispetto a quest'ultimo.

I grandi occhi appaiono asimmetrici e meno sbarrati rispetto a quelli delle altre specie congeneri. La testa è grande, rotonda e può essere ruotata di 180° rispetto al corpo, per sopperire alla scarsa mobilità degli occhi nelle orbite.

La regione nasale è appiattita e ricoperta di pelo, fatta eccezione per una zona nuda attorno alle narici.

## Biologia
Si tratta di animali essenzialmente notturni: mancando di tapetum lucidum, hanno sviluppato in alternativa occhi enormi (fino a 2 cm di diametro, basti pensare che un uomo in proporzione dovrebbe avere occhi grandi come arance).

Sono stati documentati branchi di 7-8 individui, formati da un maschio e varie femmine coi loro cuccioli.
Durante il giorno, questi animali riposano tutti assieme in posti prestabiliti ubicati nel folto del fogliame od in cavità di tronchi d'albero: in generale, il sito dove gli animali dormono è sito nella zona periferica del territorio occupato dal gruppo, in modo tale che gli animali non devono percorrere lunghe distanze per marcare i confini.

Durante la notte, invece, questi animali si procacciano il cibo, in particolare la loro attività si articola nelle seguenti percentuali:
- 30% spostamenti alla ricerca di cibo;
- >40% alimentazione;
- 30% riposo;

Prima di tornare alle proprie tane, i tarsi ingaggiano duetti cantati in perfetta sincronia fra maschi e femmine per comunicare agli altri gruppi che il territorio (dall'estensione di circa un ettaro per il maschio, più un altro mezzo ettaro ogni tre individui facenti parte del gruppo) è di loro proprietà. Per delimitare il proprio territorio, si servono inoltre di marcature con urina o ghiandole odorifere.

Rispetto ad altre specie di tarsio, questi animali si muovono maggiormente sulle quattro zampe piuttosto che spiccare balzi di ramo in ramo: inoltre, non vanno in uno stato di torpore quando il cibo scarseggia (Jablonski, 2003).

### Alimentazione
Si tratta di animali insettivori, che preferiscono cibarsi di grilli, cavallette e farfalle: in cattività, accettano anche altri tipi di cibo, come ad esempio piccoli rettili e gamberetti.

Per catturare le prede, il tarsio studia tutti i loro movimenti, per poi saltare loro improvvisamente addosso e finirle con una serie di morsi dati con un caratteristico movimento laterale della mandibola.

### Riproduzione
Non sembra esserci un particolare ciclo riproduttivo, in quanto possono essere osservate femmine con cuccioli durante tutto l'arco dell'anno: a differenza delle altre specie di tarsio, questi animali sembrano non essere particolarmente monogami, anzi è frequente osservare maschi con harem di 3-4 femmine.

Quando la femmina è nel suo periodo fertile, il maschio passa più tempo con lei, emettendo suoni simili a cinguettii, e si osservano comportamenti di grooming reciproco: inoltre ambedue i sessi emettono urina e feci più frequentemente, ed il maschio si assicura continuamente dello stato d'estro della femmina annusandole i genitali. La gestazione dura circa 6 mesi, periodo insolitamente lungo per un animale di dimensioni così piccole, al termine dei quali nasce un unico cucciolo di dimensioni piuttosto grandi, con occhi aperti e completamente ricoperto di pelo.

Poco altro si sa delle abitudini riproduttive di questi animali: pare che le femmine tendano a rimanere coi genitori anche una volta raggiunta l'età adulta, mentre i maschi preferiscono allontanarsi allo stadio di subadulto.
Anche se questo animale non è ancora stato tenuto in cattività, si pensa che la sua speranza di vita si aggiri attorno ai 10-12 anni.